# Phaenomen (Bielefeld)
Phaenomen is een historisch merk van motorfietsen.
De bedrijfsnaam was: Phaenomen Vertriebs GmbH, Bielefeld.
Dit was een Duits bedrijf dat dezelfde modellen bouwde als Meister en Mammut, die ook beide in Bielefeld gevestigd waren. Dat waren machines met Sachs- en ILO-motoren van 98- tot 197cc. De productie liep van 1950 tot 1957
- Voor een ander merk met deze naam zie Phaenomen (Zittau)